# Twierdza (film 1983)
Twierdza (ang. The Keep) – film z roku 1983 w reżyserii Michaela Manna na podstawie powieści F. Paula Wilsona.

## Fabuła
Kwiecień 1941 roku, tuż przed inwazją III Rzeszy na ZSRR. Niewielki oddział niemieckich żołnierzy przybywa do rumuńskiej wioski, położonej wysoko w Karpatach. Ich zadaniem jest obsadzenie tytułowej twierdzy, niezamieszkałej budowli, której właściciela, ani przeznaczenia nikt nie zna. Dowódcą jednostki jest kapitan Wehrmachtu, Klaus Woermann, doświadczony oficer i zażarty przeciwnik ustroju faszystowskiego. Pomimo swojego sceptycyzmu i niechęci wobec rozkazu przełożonych, a później także licznych ostrzeżeń miejscowych o tajemniczych zjawiskach dziejących się w twierdzy, decyduje się wykonać zadanie.
Pierwszej nocy w zamku, pełniący nocną wartę szeregowiec Hans Lutz, wspólnie ze swoim kompanem Otto Grundstadtem, schodzi z posterunku i udaje do podziemi na poszukiwanie rzekomo ukrytych wewnątrz twierdzy skarbów. Po przebiciu się przez jedną ze ścian Lutz omal nie wpada do głębokiej jaskini, natomiast kiedy próbuje się z niej wydostać, zostaje brutalnie zamordowany, podobnie jak Otto. Przybyły na miejsce Woermann początkowo uznaje to za wypadek, jednak kolejnej nocy ginie następny z jego podwładnych. Sytuacja powtarza się przez kolejne dni, a Woermann nie ma pojęcia jak walczyć z tym, co powoli i systematycznie zabija nocami jego żołnierzy. W odpowiedzi na prośbę o pozwolenie na natychmiastową zmianę lokalizacji, dostaje wsparcie brygady Einsatzkommando, dowodzonej przez sadystycznego SS-Sturmbannführera (majora) Ericha Kaempffera. Sądząc, że morderstwa na terenie zamczyska są sprawką miejscowych partyzantów, major zamierza wprowadzić w okolicy politykę terroru. Dokonuje w pobliskiej wiosce pokazowej egzekucji i zabiera do twierdzy grupę zakładników grożąc, że zostaną rozstrzelani, jeśli ponownie dojdzie do śmierci niemieckiego żołnierza. Sprowadza również z getta żydowskiego profesora historii, Theodora Cuzę i jego córkę Ewę, aby pomogli mu w rozwikłaniu zagadki twierdzy.
Podczas badań starych manuskryptów, profesorowi niespodziewanie ukazuje się upiór zabijający nazistów. Przedstawia mu się jako wicehrabia Radu Molasar, jeden z siepaczy Vlada Tepesa, zwanego Palownikiem. Ratując jego córkę przed próbującymi ją zgwałcić, dwoma SS-manami, zyskuje zaufanie profesora, w  którym wyczuwa nienawiść do nazistów zajmujących jego dom. Obiecuje Cuzie zniszczyć Hitlera i jego zastępy okupujące Rumunię, w zamian za pomoc w ukryciu źródła swojej siły. Zaślepiony wizją upadku reżimu profesor nie zauważa, że jest oszukiwany. W rzeczywistości wampir to Rasalom, pradawny czarnoksiężnik służący siłom ciemności, który ocalał z Pierwszej Ery, a talizman, który Theodor ma ukryć, nie jest źródłem jego mocy, lecz kluczem uniemożliwiającym mu opuszczenie twierdzy, którą zbudował Glaeken, jego przeciwnik z czasów Pierwszej Ery. Upiór nie może dotknąć talizmanu, dlatego zleca to zadanie profesorowi. Tymczasem do gospody w wiosce przybywa tajemniczy Glenn, który wykazuje spore zainteresowanie tym, co dzieje się w zajętej przez Niemców fortecy. Zakochuje się z wzajemnością w córce profesora, którą po próbie gwałtu Woermann kazał umieścić w gospodzie.
Przybycie obcego i jego ciekawość budzi niepokój majora Kaempffera, który rozkazuje aresztować go i przyprowadzić na przesłuchanie. Po drodze Glenn stawia opór, za co zostaje rozstrzelany przez esesmanów, a jego ciało spada do biegnącego wokół twierdzy wąwozu. Ewa odnajduje go niedługo później. Mężczyzna wyjawia jej prawdę o swoim pochodzeniu, przedstawiając się jako Glaeken, wyjaśniając, że przeżył śmiertelny postrzał dzięki mistycznym mocom, które pozwalają mu uniknąć śmierci. Ciężko ranny zaczyna regenerować siły przed ostatecznym starciem z Rasalomem, który rozpoczął swoją próbę wydostania się z więzienia z pomocą profesora.
Tymczasem wewnątrz zamku atmosfera staje się napięta. Śmierć kolejnego cywila budzi wściekłość Woermanna, który w rozmowie z majorem wytyka mu jego słabości oraz to, że razem z nazistami stworzyli imperium oparte na przemocy. W przypływie gniewu Kaempffer zabija go. Jednocześnie Rasalom atakuje stacjonujących w twierdzy żołnierzy, torując tym samym drogę dla niosącego talizman profesora. Próbująca go powstrzymać Ewa zostaje powalona przez niego na ziemię. Dopiero, gdy upiór żąda od Cuzy, aby ten zabił córkę, uczonemu udaje się opamiętać. Kiedy rozjuszony jego nieposłuszeństwem Rasalom zamierza zabić ich oboje, cudem ocalały Glaeken wkracza do fortecy i stacza decydujący bój ze swoim przeciwnikiem. Udaje mu się go pokonać, a wtedy wszystko co miało związek z oboma starożytnymi wojownikami, zostaje wessane do podziemnej celi fortecy. Ewa i jej ranny ojciec wracają do wioski, spoglądając z nadchodzącymi wieśniakami na budowlę, na której nie ciążyła już mroczna klątwa.

## Inne informacje o filmie
Wedle zamierzeń reżysera Michaela Manna film miał trwać trzy i pół godziny. Wersja oficjalna trwa tylko godzinę i 36 minut.
W filmie wykorzystano muzykę w aranżacji zespołu Tangerine Dream. Niektóre wersje filmu posiadały inne zakończenie niż wersja oficjalna. Amerykańska telewizja Channel 39 w 1989 roku wyemitowała film z dodatkowym materiałem filmowym. Ewa biegnie do podziemi twierdzy, gdzie odnajduje Glaekena żywego. Jest to bardziej wierne zakończeniu powieści F. Paula Wilsona na podstawie której nakręcono film, niż oficjalna wersja.

## Obsada
- Scott Glenn – Glaeken Trismegestus
- Alberta Watson – Eva Cuza
- Jürgen Prochnow – Kapitan Klaus Woermann
- Robert Prosky – Ksiądz Mihail Fonescu
- Gabriel Byrne – SS-Sturmbannführer Kaempffer
- Ian McKellen – Dr Theodore Cuza
- William Morgan Sheppard – Alexandru
- Royston Tickner – Tomescu
- Phillip Joseph – Sierżant Oster
- Michael Carter – Molasar
- John Vine – Lutz
- Jona Jones – Otto